# Paul Scardon
Paul Scardon (6 de mayo de 1874-17 de enero de 1954) fue un actor, productor y director teatral y cinematográfico australiano, que desarrolló su carrera principalmente en Estados Unidos. 
Nacido en Melbourne, Australia, dirigió a Blanche Sweet en Unwilling Husband, y a Bessie Barriscale en algunas de sus producciones de mayor éxito, además de la mayor parte de los melodramas protagonizados por su esposa, la actriz Betty Blythe. 
Retirado con la llegada del cine sonoro, Scardon volvió al cine como actor en la década de 1940, interpretando pequeños papeles hasta retirarse totalmente en 1948.
Paul Scardon falleció en 1954 en Fontana (California), a causa de un infarto agudo de miocardio. Fue enterrado en el Cementerio Forest Lawn Memorial Park de Glendale (California).

## Selección de su filmografía

### Como actor
- The Fargo Kid (1940)
- Lady From Louisiana (1941)
- The Son of Davy Crockett (1941)
- La señora Miniver (1942)
- My Favorite Blonde (1942)
- Today I Hang (1942)
- The Man From the Rio Grande (1943)
- The Adventures of Mark Twain (1944)
- Down Missouri Way (1946)
- Magic Town (1947)
- Fighting Mad (1948)
- The Shanghai Chest (1948)
- The Sign of the Ram (1948)
- Canon City (1948)
- He Walked by Night (1948)
- Secreto tras la puerta (1948)
- Sansón y Dalila (1949)

### Como director
- The Alibi (1916)
- The Dawn of Freedom (1916)
- The Enemy (1916)
- The Hero of Submarine D-2 (1916)
- The Island of Surprise (1916)
- Phantom Fortunes (1916)
- A Prince in a Pawnshop (1916)
- The Redemption of Dave Darcey (1916)
- Rose of the South (1916)
- Transgression (1917)
- Apartment 29 (1917)
- Arsene Lupin (1917)
- The Grell Mystery (1917)
- The Hawk (1917)
- Her Right to Live (1917)
- In the Balance (1917)
- The Love Doctor (1917)
- The Maelstrom (1917)
- Soldiers of Chance (1917)
- The Stolen Treaty (1917)
- The Desired Woman (1918)
- A Game with Fate (1918)
- The Golden Goal (1918)
- The Green God (1918)
- Hoarded Assets (1918)
- In Honor's Web (1919)
- The King of Diamonds (1918)
- All Man (1918)
- A Bachelor's Children (1918)
- The Other Man (1918)
- Tangled Lives (1918)
- Beating the Odds (1919)
- Beauty-Proof (1919)
- The Darkest Hour (1919)
- Fighting Destiny (1919)
- The Gamblers (1919)
- The Man Who Won (1919)
- Silent Strength (1919)
- The Broken Gate (1920)
- Children Not Wanted (1920)
- Her Unwilling Husband (1920)
- Milestones (1920)
- Partners of the Night (1920)
- The Breaking Point (1921)
- False Kisses (1921)
- The Golden Gallows (1922)
- Shattered Dreams (1922)
- When the Devil Drives (1922)
- A Wonderful Wife (1922)
- Her Own Free Will (1924)